# Heike Faber
Heike Faber (Berlino, 5 maggio 1965) è un'attrice e musicista tedesca.

## Biografia
Laureata in odontotecnica, Heike Faber ha iniziato a lavorare come attrice dopo un grave incidente in moto, alla metà degli anni 80. Ha frequentato la scuola di recitazione Der Kreis fondata da Fritz Kirchhoff, ottenendo anche una formazione in danza e canto. Per circa 10 anni, Faber ha recitato in serie televisive, soprattutto di genere giallo, come L'ispettore Derrick, Il commissario Köster, Peter Strohm e Die Männer vom K3. Nella serie medica OP ruft Dr. Bruckner ha interpretato fino alla stagione 3 l’infermiera Sandra Voss.
Heike Faber suona svariati strumenti: chitarra, basso, mandolino e sassofono. Dal 1996 è membro di una band, gli Almost Heaven, insieme con Simone Reifegerste e Peter Jack, i quali sono attivi principalmente nella scena berlinese della musica folk.

## Filmografia

### Cinema
- Allein unter Frauen, regia di Sönke Wortmann (1991)
- Fast ein Western, regia di Tom Traber - cortometraggio (1999)

### Televisione
- Wer lacht schon über Rosemann, regia di Michael Günther - film TV (1987)
- Schlüsselblumen, regia di Stephan Meyer - film TV (1987)
- Tatort - serie TV, episodi 1x198 (1987)

- Eine Reise nach Deutschland, regia di Heidi Genée - film TV (1987)
- Faber l'investigatore (Der Fahnder) - serie TV, episodi 2x3 (1988)
- Eurocops - serie TV, episodi 1x2 (1988)
- Unsichtbare Mauern, regia di Wolfgang Mühlbauer - film TV (1989)
- Letzten Sommer in Kreuzberg, regia di Eberhard Itzenplitz - film TV (1989)
- Fremde, liebe Fremde, regia di Jürgen Bretzinger - film TV (1991)
- Kommissar Klefisch - serie TV, episodi 1x3 (1992)
- L'Ispettore Derrick (Derrick) - serie TV, episodi 16x9-17x10-19x11 (1989-1992)
- Die Männer vom K3 - serie TV, episodi 3x1 (1992)
- Ein unvergeßliches Wochenende - serie TV, episodi 1x7 (1995)
- A.S. - serie TV, episodi 1x11 (1995)
- Peter Strohm - serie TV, episodi 4x9 (1995)
- Ärzte - serie TV, episodi 3x3 (1996)
- Soko 5113 - serie TV, episodi 9x13-12x6-13x2 (1991-1997)
- Il commissario Köster (Der Alte) - serie TV, 4 episodi (1988-1997)
- Wolff, un poliziotto a Berlino (Wolffs Revier) - serie TV, episodi 7x2 (1998)
- OP ruft Dr. Bruckner - Die besten Ärzte Deutschlands - serie TV, episodi 3x11 (2000)
- Stefanie (Für alle Fälle Stefanie) - serie TV, episodi 6x16 (2000)
- Im Namen des Gesetzes - serie TV, episodi 6x20 (2001)
- Dr. Sommerfeld - Neues vom Bülowbogen - serie TV, episodi 5x5 (2002)
- Der letzte Zeuge - serie TV, episodi 4x6 (2002)
- La nostra amica Robbie (Hallo Robbie!) - serie TV, episodi 3x3 (2004)